# Besittningshemman
Besittningshemman, kameral term, är ett kronohemman, som en åbo erhållit åborätt till, för sig och sina efterkommande för all framtid. Från 1723 gavs innehavarna rätt att skattköpa sina hemman och 1789 medgavs en sådan utsträckt åborätt åt alla åboar på kronohemman, och besittningshemman upphörde därmed att vara ett särskilt slag av kronohemman.